# Harold Bauer
Harold Bauer (Londen, 28 april 1873 - New York, 12 maart 1951) was een Engelse klassieke pianist en violist.
Bauer werd geboren in Londen als zoon van een Duitse immigrant en een Engelse moeder. Hij begon zijn muzikale vorming met vioolles, gegeven door zijn vader, die violist was, en later door Adolf Pollitzer. In 1883 maakt hij zijn publieke debuut als violist en toerde vervolgens negen jaar door Engeland. In 1892 ging hij voor verdere muziekstudie naar Parijs waar hij een jaar lang pianolessen nam bij Ignacy Jan Paderewski.
Tussen 1893 en 1894 toerde hij door Rusland als pianist waar hij recitals en concerten gaf waarna hij naar Parijs terugkeerde. Ook hier gaf hij met succes uitvoeringen en hierna toerde hij door geheel Frankrijk, Duitsland en Spanje. Na enkele jaren trad hij ook op in Nederland, België, Zwitserland, Engeland, Scandinavië en de Verenigde Staten van Amerika.
Op 18 december 1908 gaf hij de wereldpremière uitvoering van de piano suite Children's Corner (de Kinderhoek) van Claude Debussy in Parijs. Nadien ging hij in Amerika wonen waar hij de Beethoven Association oprichtte. In later jaren werd hij de hoofddocent piano aan de Manhattan School of Music in New York waar hij bekendstond om de masterclasses die hij gaf. Tegenwoordig wordt de Harold Bauer Prijs jaarlijks uitgereikt aan een klein aantal veelbelovende studenten aan deze opleiding.
- Biblioteca Nacional de España: XX1671309
- Bibliothèque nationale de France: cb139267703 (data)
- CiNii: DA08169661
- Gemeinsame Normdatei: 134831969
- International Standard Name Identifier: 0000 0000 8732 9490
- Library of Congress Control Number: n88006035
- Nationale Bibliotheek van Letland: 000112482
- MusicBrainz: 9ee44841-b132-4ff4-a752-ce37c529f1b0
- Nationale Bibliotheek van Tsjechië: xx0166435
- Nationale Bibliotheek van Israël: 987007258225905171
- Nederlandse Thesaurus van Auteursnamen: 090636945
- SNAC: w62b9901
- Système universitaire de documentation: 152829962
- Trove: 790858
- Virtual International Authority File: 100985888
- WorldCat: E39PBJbGWKR4YWHDkMwc3w4wmd